# Símbolos da Galiza
Os símbolos nacionais da Galiza são símbolos que se usam para representar a Galiza, refletindo diferentes aspetos da sua cultura e história. Os três símbolos oficiais da Galiza são a bandeira, o escudo e o hino, e como símbolos institucionais estão regulados pela Lei de símbolos da Galiza promulgada o 29 de maio de 1984, sendo empregues oficialmente pela junta da Galiza.

## Símbolos oficiais
|                                                    | [[:Ficheiro:\|]] [[Ficheiro:\|220px\|noicon\|alt=]] |
| Problemas para escutar este arquivo? Veja a ajuda. |                                                     |

|                                                    | [[:Ficheiro:\|]] [[Ficheiro:\|220px\|noicon\|alt=]] |
| Problemas para escutar este arquivo? Veja a ajuda. |                                                     |

## Símbolos Não Oficiais
| Tipo                 | Imagem | @Símbolo         |
| -------------------- | ------ | ---------------- |
| Herói nacional       |        | Breogán          |
| Flor nacional        |        | Tojo arnal       |
| Arvore nacional      |        | Carvalho         |
| Santo padroeiro      |        | Santiago o Maior |
| Instrumento nacional |        | Gaita galega     |
|                      |        | Vieira           |
|                      |        | Cruz de Santiago |